# Einar Prip
Einar Prip, född 5 februari 1868, död 2 februari 1939, var en dansk präst och missionär.
Med Prips utsändande till Palestina 1898 började samma år den danska Österlandsmissionen bland muslimerna. Prip arbetade först vid det syriska barnhemmet i Jerusalem och slog sig 1903 ned i ökenstaden Karjaten öster om Damaskus. Dessutom verkade han inom de gamla orientaliska kyrkorna.